# Impressum
 (janvier 2013).
Si vous disposez d'ouvrages ou d'articles de référence ou si vous connaissez des sites web de qualité traitant du thème abordé ici, merci de compléter l'article en donnant les références utiles à sa vérifiabilité et en les liant à la section « Notes et références ».

Un « impressum » (mot latin signifiant « imprimé », du verbe « imprimĕre », « imprimer ») est une déclaration imposée par l'article §5 du Telemediengesetz, la loi allemande en date du 1er mars 2007 régissant et protégeant la propriété et les droits d'auteur d'un document voué à la publication ; elle doit figurer dans les livres, journaux, magazines et sites Internet publiés en Allemagne et d'autres pays germanophones, comme l'Autriche et la Suisse. C'est l'équivalent en France des mentions légales.
Ce texte de 2007 concerne principalement l'extension de règles antérieures (principalement RPG Reichspreßgesetz(de) du 7 mai 1874) sur l'édition au mode numérique.